# Marija Sawina
Marija Gawriłowna Sawina (ros. Ма́рья Гаври́ловна Са́вина, właśc. Marija Podramiencowa ur. 11 kwietnia 1854, Kamieniec Podolski, zm. 21 września 1915, Petersburg) – rosyjska aktorka.
Pochodziła z rodziny aktorskiej. Od 1869 roku występowała m.in. w Mińsku, Charkowie i Saratowie, a od 1874 roku w Teatrze Aleksandryjskim w Petersburgu. Role, m.in. w dramatach A. Ostrowskiego, N. Gogola (Maria Antonowna — Rewizor), L.Tołstoja (Akulina — Potęga ciemnoty), I. Turgieniewa (Wieroczka i Natalia — Miesiąc na wsi).